# Nelly Sachspriset
Nelly Sachspriset är ett tyskt litterärt pris som vartannat år delas ut av staden Dortmund.  Priset är uppkallat efter författaren Nelly Sachs och består av en penningsumma på 15.000 euro.
År 2010 instiftades också i Sverige Lilla Nelly Sachspriset av Judiska teatern i Stockholm.

## Pristagare
- 1961 Nelly Sachs
- 1963 Johanna Moosdorf
- 1965 Max Tau
- 1967 Alfred Andersch
- 1969 Giorgio Bassani
- 1971 Ilse Aichinger
- 1973 Paul Schallück
- 1975 Elias Canetti
- 1977 Hermann Kesten
- 1979 Erich Fromm
- 1981 Horst Bienek
- 1983 Hilde Domin
- 1985 Nadine Gordimer
- 1987 Milan Kundera
- 1989 Andrzej Szczypiorski
- 1991 David Grossman
- 1993 Juan Goytisolo
- 1995 Michael Ondaatje
- 1997 Javier Marías
- 1999 Christa Wolf
- 2001 Georges-Arthur Goldschmidt
- 2003 P.O. Enquist
- 2005 Aharon Appelfeld
- 2007 Rafik Schami
- 2010 Margaret Atwood[1]
- 2011 Norman Manea
- 2013 Abbas Khider
- 2015 Marie NDiaye
- 2017 Bachtyar Ali